# Campionati europei di ciclismo su pista 2023 - Keirin femminile
Il keirin femminile ai Campionati europei di ciclismo su pista 2023 si svolse il 12 febbraio 2023 presso il Velodrome Suisse di Grenchen, in Svizzera.

## Risultati

### Primo turno
Le prime di ogni batteria si qualificarono per il secondo turno, mentre le altre atlete passarono ai ripescaggi.
Batteria 1
| Pos. | Atleta               | Nazione       | Note |
| ---- | -------------------- | ------------- | ---- |
| 1    | Mathilde Gros        | Francia       | Q    |
| 2    | Sophie Capewell      | Gran Bretagna | Q    |
| 3    | Giada Capobianchi    | Italia        |      |
| 4    | Urszula Łoś          | Polonia       |      |
| 5    | Veronika Jaborníková | Rep. Ceca     |      |
| 6    | Hetty van de Wouw    | Paesi Bassi   |      |
| 7    | Miglė Lendel         | Lituania      |      |

Batteria 2
| Pos. | Atleta                   | Nazione       | Note |
| ---- | ------------------------ | ------------- | ---- |
| 1    | Lea Friedrich            | Germania      | Q    |
| 2    | Emma Finucane            | Gran Bretagna | Q    |
| 3    | Nicky Degrendele         | Belgio        |      |
| 4    | Anna Jaborníková         | Rep. Ceca     |      |
| 5    | Oleksandra Lohvynjuk     | Ucraina       |      |
| 6    | Taky Marie-Divine Kouamé | Francia       |      |
| 7    | Miriam Vece              | Italia        |      |

Batteria 3
| Pos. | Atleta               | Nazione     | Note |
| ---- | -------------------- | ----------- | ---- |
| 1    | Steffie van der Peet | Paesi Bassi | Q    |
| 2    | Emma Hinze           | Germania    | Q    |
| 3    | Marlena Karwacka     | Polonia     |      |
| 4    | Helena Casas         | Spagna      |      |
| 5    | Orla Walsh           | Irlanda     |      |
| 6    | Valerie Jenaer       | Belgio      |      |
| 7    | Alla Bilec'ka        | Ucraina     |      |

### Ripescaggi
Le prime due di ogni batteria si qualificarono per il secondo turno.
Batteria 1
| Pos. | Atleta                   | Nazione   | Note |
| ---- | ------------------------ | --------- | ---- |
| 1    | Giada Capobianchi        | Italia    | Q    |
| 2    | Taky Marie-Divine Kouamé | Francia   | Q    |
| 3    | Alla Bilec'ka            | Ucraina   |      |
| 4    | Orla Walsh               | Irlanda   |      |
| 5    | Anna Jaborníková         | Rep. Ceca |      |

Batteria 2
| Pos. | Atleta               | Nazione  | Note |
| ---- | -------------------- | -------- | ---- |
| 1    | Marlena Karwacka     | Polonia  | Q    |
| 2    | Helena Casas         | Spagna   | Q    |
| 3    | Valerie Jenaer       | Belgio   |      |
| 4    | Oleksandra Lohvynjuk | Ucraina  |      |
| 5    | Miglė Lendel         | Lituania |      |

Batteria 3
| Pos. | Atleta               | Nazione     | Note |
| ---- | -------------------- | ----------- | ---- |
| 1    | Nicky Degrendele     | Belgio      | Q    |
| 2    | Miriam Vece          | Italia      | Q    |
| 3    | Hetty van de Wouw    | Paesi Bassi |      |
| 4    | Urszula Łoś          | Polonia     |      |
| 5    | Veronika Jaborníková | Rep. Ceca   |      |

### Secondo turno
Le prime tre di ogni batteria si qualificarono per la finale dal 1º al 6º posto, tutte le altre per la finale dal 7º al 12º posto.
Batteria 1
| Pos. | Atleta            | Nazione       | Note |
| ---- | ----------------- | ------------- | ---- |
| 1    | Emma Hinze        | Germania      | Q    |
| 2    | Emma Finucane     | Gran Bretagna | Q    |
| 3    | Mathilde Gros     | Francia       | Q    |
| 4    | Helena Casas      | Spagna        |      |
| 5    | Giada Capobianchi | Italia        |      |
| 6    | Miriam Vece       | Italia        |      |

Batteria 2
| Pos. | Atleta                   | Nazione       | Note |
| ---- | ------------------------ | ------------- | ---- |
| 1    | Lea Friedrich            | Germania      | Q    |
| 2    | Nicky Degrendele         | Belgio        | Q    |
| 3    | Steffie van der Peet     | Paesi Bassi   | Q    |
| 4    | Taky Marie-Divine Kouamé | Francia       |      |
| 5    | Marlena Karwacka         | Polonia       |      |
| 6    | Sophie Capewell          | Gran Bretagna |      |

### Finali
Finalina
| Pos. | Atleta                   | Nazione       | Note |
| ---- | ------------------------ | ------------- | ---- |
| 7    | Marlena Karwacka         | Polonia       |      |
| 8    | Helena Casas             | Spagna        |      |
| 9    | Taky Marie-Divine Kouamé | Francia       |      |
| 10   | Sophie Capewell          | Gran Bretagna |      |
| 11   | Miriam Vece              | Italia        |      |
| 12   | Giada Capobianchi        | Italia        |      |

Finale
| Pos. | Atleta               | Nazione       | Note |
| ---- | -------------------- | ------------- | ---- |
| 1    | Lea Friedrich        | Germania      |      |
| 2    | Emma Finucane        | Gran Bretagna |      |
| 3    | Emma Hinze           | Germania      |      |
| 4    | Steffie van der Peet | Paesi Bassi   |      |
| 5    | Nicky Degrendele     | Belgio        |      |
| 6    | Mathilde Gros        | Francia       |      |